# Bû
Bû é uma comuna francesa na região administrativa do Centro, no departamento Eure-et-Loir. Estende-se por uma área de 22,52 km². Em 2010 a comuna tinha 2 035 habitantes (densidade: 90,4 hab./km²).